# Полежаево (Череповецкий район)
Полежаево — деревня в Череповецком районе Вологодской области.
Входит в состав Мяксинского сельского поселения (c 1 января 2006 по 30 мая 2013 года входила в Щетинское сельское поселение), с точки зрения административно-территориального деления — в Ильинский сельсовет.
Расстояние до районного центра Череповца по автодороге — 59 км, до центра муниципального образования Мяксы по прямой — 24 км. Ближайшие населённые пункты — Анисимовка, Курган, Корниговка.
По переписи 2002 года население — 3 человека.